# I Międzynarodowy Konkurs Pianistyczny im. Fryderyka Chopina
I Międzynarodowy Konkurs Pianistyczny im. Fryderyka Chopina (również I Konkurs Chopinowski; nazwa historyczna Pierwszy Międzynarodowy Konkurs Pianistów im. Szopena) – pierwsza, inauguracyjna edycja Międzynarodowego Konkursu Pianistycznego im. Fryderyka Chopina, która rozpoczęła się 23 stycznia 1927 w Warszawie. Organizatorem konkursu było Warszawskie Towarzystwo Muzyczne.  

## Charakterystyka konkursu

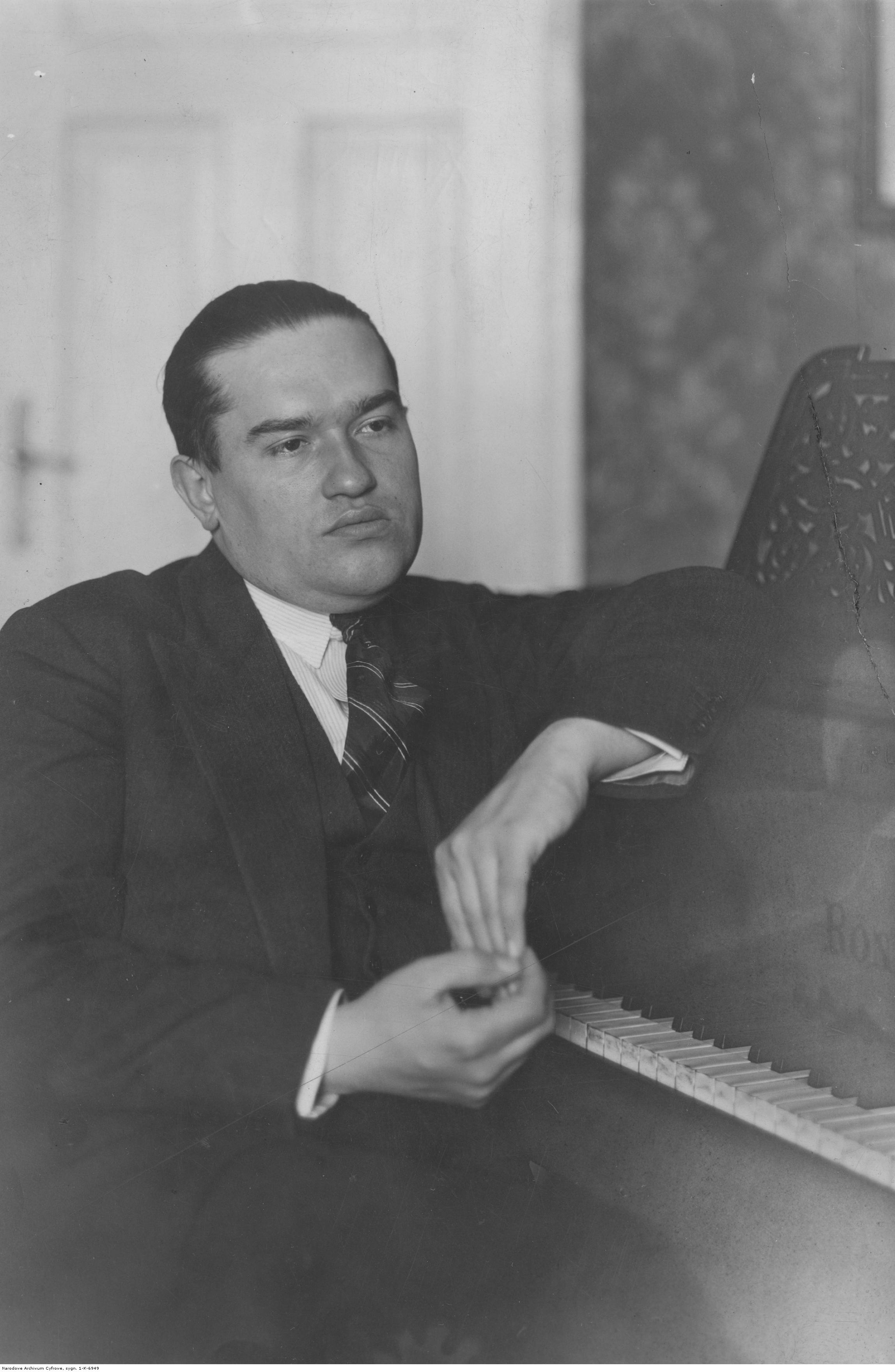
Zdobywca II nagrody Stanisław Szpinalski

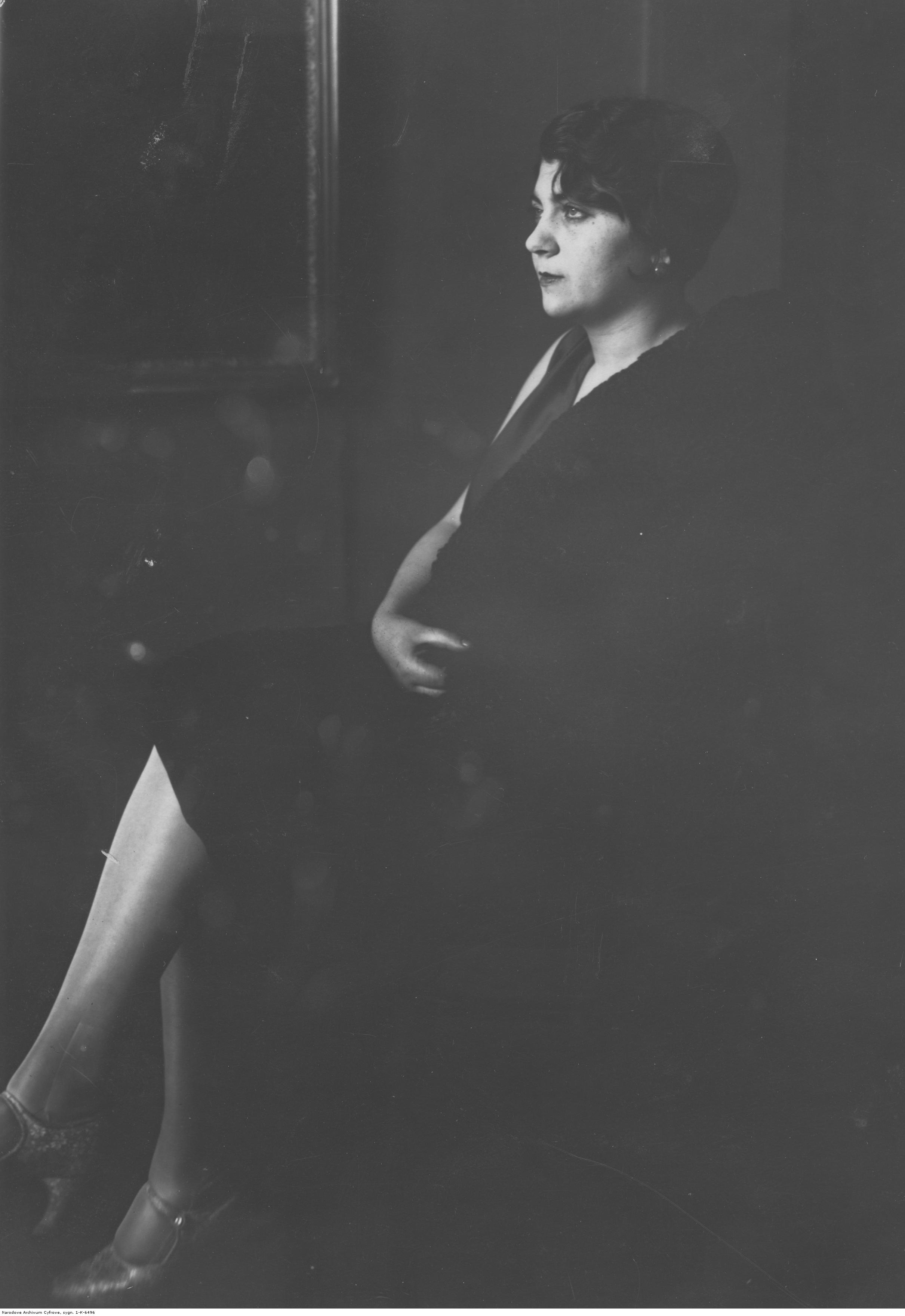
Zdobywczyni III nagrody Róża Etkin

Inicjatorem konkursu był pianista i pedagog Jerzy Żurawlew, który pod wpływem Aleksandra Michałowskiego – wybitnego interpretatora dzieł Fryderyka Chopina – w 1925 rozpoczął starania o pozyskanie środków na zorganizowanie konkursu pianistycznego. Pierwszy Międzynarodowy Konkurs Pianistyczny im. Fryderyka Chopina odbył się dzięki finansowym wsparciu Henryka Rewkiewicza - przedsiębiorcy, miłośnika muzyki, członka zarządu Warszawskiego Towarzystwa Muzycznego. Pomysłodawca konkursu tak m.in. wspominał ten moment:

Spotkałem się z absolutnym niezrozumieniem, obojętnością, a nawet niechęcią. Opinia muzyków była jednomyślna: „Chopin jest tak wielki, że sam się obroni”. W Ministerstwie oznajmiono, że nie ma na to środków (…), a w ogóle pomysł jest nierealny do wykonania.

Patronat nad konkursem objął prezydent RP Ignacy Mościcki. Miejscem przesłuchań konkursowych była sala koncertowa Filharmonii Warszawskiej. 
W konkursie mogli wystąpić kandydaci mający co najwyżej 28 lat. Wzięło w nim udział ostatecznie 26 pianistów z 8 krajów (16 z Polski, 4 z ZSRR oraz po 1 z Austrii, Belgii, Holandii, Łotwy, Szwajcarii i Węgier). Konkurs odbył się w dniach 23–30 stycznia 1927, choć pierwotnie planowano jego rozpoczęcie na 15 października 1926 w dniu odsłonięcia w Łazienkach Królewskich pomnika Fryderyka Chopina dłuta Wacława Szymanowskiego. Był on dwuetapowy (eliminacje i finał). Zwyciężył Rosjanin Lew Oborin. Warto dodać, że wśród reprezentantów Związku Radzieckiego znalazł się 20-letni wówczas Dmitrij Szostakowicz, późniejszy wybitny kompozytor XX wieku, lecz w konkursie otrzymał on jedynie wyróżnienie.
Profesor Stanisław Niewiadomski o zwycięzcy Oborinie tak m.in. napisał w prasie warszawskiej:

Pierwsze miejsce wśród kandydatów wczorajszych zajął Lew Oborin (...). Ogólny rezultat gry stanął na wyżynie (...). Słuchacza Słowianina podbija Oborin poetyczną, niezmiernie ujmującą prostotą, wysoce uduchowionym pojmowaniem muzyki Chopinowskiej, skromnością i duchową czystością swej sztuki wykonawczej (...). Całość każdego utworu ma z góry właściwy plan rozumny i zgodny z treścią dzieła i duchem autora. Słowem, stoimy tu już na gruncie prawdziwej sztuki.

Podczas I Konkursu Chopinowskiego jury składało się prawie wyłącznie z przedstawicieli polskiego środowiska muzycznego. Jurorzy oceniali występ pianisty przyznając mu punkty w skali od 0 do 12 na każdym etapie. Suma punktów uzyskanych w eliminacjach i finale decydowała o ostatecznej klasyfikacji. 

## Komitet organizacyjny
| Komitet organizacyjny konkursu |                             |                                                                                    |
| Lp.                            | Osoba                       | Informacje dodatkowe                                                               |
| 1.                             | Leopold Binental            | skrzypek, chopinolog                                                               |
| 2.                             | Władysław de Bondy          | pisarz, poeta                                                                      |
| 3.                             | Tadeusz Czerniawski         | kompozytor                                                                         |
| 4.                             | Włodzimierz Czetwertyński   | prezes Warszawskiego Towarzystwa Muzycznego im. Stanisława Moniuszki               |
| 5.                             | Mateusz Gliński             | dyrygent, krytyk muzyczny                                                          |
| 6.                             | Tadeusz Stanisław Grabowski | historyk                                                                           |
| 7.                             | Ferdynand Hoesick           | chopinolog, wydawca                                                                |
| 8.                             | Juliusz Kaden-Bandrowski    | pisarz, publicysta                                                                 |
| 9.                             | Witold Maliszewski          | kompozytor, dyrektor Warszawskiego Towarzystwa Muzycznego im. Stanisława Moniuszki |
| 10.                            | Aleksander Michałowski      | pianista                                                                           |
| 11.                            | Antoni Ponikowski           | prezes Rady Naczelnej Zjednoczenia Polskich Związków Śpiewaczych i Muzycznych      |
| 12.                            | Felicjan Szopski            | kompozytor i krytyk muzyczny                                                       |
| 13.                            | Józef Śmidowicz             | pianista, profesor Konserwatorium Warszawskiego                                    |
| 14.                            | Michał Wyszyński            | dyrygent                                                                           |

## Kalendarium
| Kalendarz konkursu   |       |       |       |       |       |       |       |       |
| Faza konkursu        | Data  | Data  | Data  | Data  | Data  | Data  | Data  | Data  |
| Faza konkursu        | 23.01 | 24.01 | 25.01 | 26.01 | 27.01 | 28.01 | 29.01 | 30.01 |
| Ceremonia otwarcia   | 11:00 |       |       |       |       |       |       |       |
| Eliminacje           | 12:30 | 12:30 | 12:30 | 12:30 | 12:30 | 12:30 |       |       |
| Finał                |       |       |       |       |       | 16:00 | 12:00 |       |
| Ceremonia zamknięcia |       |       |       |       |       |       |       | 12:00 |

## Jury

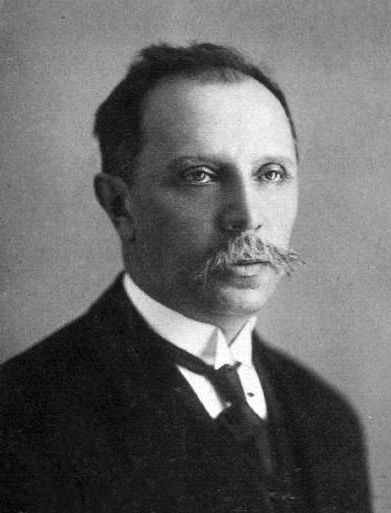
Przewodniczący jury Witold Maliszewski

Do konkursowego przebiegu przesłuchań oraz podziału nagród powołano jury, w następującym składzie:
| Skład jury |                        |                  |                     |                                        |
| Lp.        | Juror                  | Kraj             | Funkcja             | Informacje dodatkowe                   |
| 1.         | Witold Maliszewski     | Polska           | przewodniczący jury | kompozytor                             |
| 2.         | Zygmunt Butkiewicz     | Polska           | członek jury        | pianista, Konserwatorium Poznańskie    |
| 3.         | Zbigniew Drzewiecki    | Polska           | członek jury        | pianista, Konserwatorium Warszawskie   |
| 4.         | Alfred Hoehn           | Rzesza Niemiecka | członek jury        | pianista, Konserwatorium w Weimarze    |
| 5.         | Piotr Maszyński        | Polska           | członek jury        | kompozytor i dyrygent chóralny         |
| 6.         | Aleksander Michałowski | Polska           | członek jury        | pianista                               |
| 7.         | Henryk Melcer          | Polska           | członek jury        | kompozytor, Konserwatorium Warszawskie |
| 8.         | Zofia Rabcewicz        | Polska           | członek jury        | pianistka, Konserwatorium Warszawskie  |
| 9.         | Adam Sołtys            | Polska           | członek jury        | muzykolog, Konserwatorium Lwowskie     |
| 10.        | Felicjan Szopski       | Polska           | członek jury        | kompozytor i krytyk muzyczny           |
| 11.        | Józef Śmidowicz        | Polska           | członek jury        | pianista                               |
| 12.        | Józef Turczyński       | Polska           | członek jury        | pianista, Konserwatorium Warszawskie   |
| 13.        | Adam Wyleżyński        | Polska           | członek jury        | Konserwatorium Wileńskie               |
| 14.        | Jerzy Żurawlew         | Polska           | członek jury        | pianista, inicjator Konkursu           |

### Repertuar
W konkursie wykonywane były z pamięci wyłącznie utwory Fryderyka Chopina. W eliminacjach kandydaci wykonywali wybrane utwory spośród wyszczególnionych w regulaminie: nokturnów, etiud, preludiów, obowiązkowo – Polonez fis-moll op. 44, ballad oraz mazurków. 
| Wykaz utworów | | | | | | |
| Faza konkursu | Utwór | Utwór | Utwór | Utwór | Utwór | Utwór |
| Eliminacje    | Dwa z następujących nokturnów: Nokturn b-moll op. 9 nr 1 Nokturn Fis-dur op. 15 nr 2 Nokturn g-moll op. 15 nr 3 Nokturn cis-moll op. 27 nr 1 Nokturn Des-dur op. 27 nr 2 Nokturn G-dur op. 37 nr 2 Nokturn c-moll op. 48 nr 1 | Dwie z następujących etiud: Etiuda a-moll op. 10 nr 2 Etiuda cis-moll op. 10 nr 4 Etiuda Ges-dur op. 10 nr 5 Etiuda As-dur op. 25 nr 1 Etiuda gis-moll op. 25 nr 6 Etiuda cis-moll op. 25 nr 7 Etiuda Ges-dur op. 25 nr 9 Etiuda a-moll op. 25 nr 11 | Dwa preludia: Preludium fis-moll op. 28 nr 8 Preludium b-moll op. 28 nr 16                                                                    | Polonez fis-moll op. 44 | Jedna dowolna ballada: Ballada g-moll op. 23 Ballada F-dur op. 38 Ballada As-dur op. 47 Ballada f-moll op. 52                                 | Dwa z następujących mazurków: Mazurek f-moll op. 7 nr 3 Mazurek h-moll op. 33 nr 4 Mazurek cis-moll op. 50 nr 3 Mazurek cis-moll op. 63 nr 3 Mazurek a-moll op. 67 nr 4 |
| Finał         | Jeden z koncertów: Koncert fortepianowy e-moll op. 11 cz. 1 i 2 lub cz. 2 i 3 albo Koncert fortepianowy f-moll op. 21 cz. 1 i 2 lub cz. 2 i 3                                                                                 | Jeden z koncertów: Koncert fortepianowy e-moll op. 11 cz. 1 i 2 lub cz. 2 i 3 albo Koncert fortepianowy f-moll op. 21 cz. 1 i 2 lub cz. 2 i 3 | Jeden z koncertów: Koncert fortepianowy e-moll op. 11 cz. 1 i 2 lub cz. 2 i 3 albo Koncert fortepianowy f-moll op. 21 cz. 1 i 2 lub cz. 2 i 3 | Jeden z koncertów: Koncert fortepianowy e-moll op. 11 cz. 1 i 2 lub cz. 2 i 3 albo Koncert fortepianowy f-moll op. 21 cz. 1 i 2 lub cz. 2 i 3 | Jeden z koncertów: Koncert fortepianowy e-moll op. 11 cz. 1 i 2 lub cz. 2 i 3 albo Koncert fortepianowy f-moll op. 21 cz. 1 i 2 lub cz. 2 i 3 | Jeden z koncertów: Koncert fortepianowy e-moll op. 11 cz. 1 i 2 lub cz. 2 i 3 albo Koncert fortepianowy f-moll op. 21 cz. 1 i 2 lub cz. 2 i 3                           |

## Konkurs

### Ceremonia otwarcia
W sali Filharmonii Warszawskiej 23 stycznia 1927 o godzinie 11:00 rozpoczęła się ceremonia inauguracji I Konkursu Chopinowskiego, podczas której orkiestra pod batutą Emila Młynarskiego odegrała Poloneza op. 53 Fryderyka Chopina, po czym w krótkich przemówieniach wystąpili dyrektor Warszawskiego Towarzystwa Muzycznego, prof. Witold Maliszewski, a następnie głos zabrał (przemawiając po francusku) prezes Warszawskiego Towarzystwa Muzycznego, Włodzimierz Czetwertyński. 

### Eliminacje
Po ceremonii otwarcia (23 stycznia) rozpoczęły się pierwsze przesłuchania konkursowe w kolejności ustalonej drogą losowania. Jako pierwsi wystąpili kolejno: Bolesław Woytowicz, Stanisław Chętkowski, Leopold Münzer i Wanda Piasecka. Przesłuchania eliminacyjne zakończyła 28 stycznia Polka Janina Wysocka-Ochlewska.
| Lp. | Uczestnik            | Kraj     |
| 1.  | Guillaume Mombaerts  | Belgia   |
| 2.  | Théo van der Pas     | Holandia |
| 3.  | Lauma Reinholde      | Łotwa    |
| 4.  | Maria Barówna        | Polska   |
| 5.  | Ludmiła Berkwitz     | Polska   |
| 6.  | Stanisław Chętkowski | Polska   |
| 7.  | Róża Etkin           | Polska   |
| 8.  | Jakub Gimpel         | Polska   |
| 9.  | Maryla Jonasówna     | Polska   |

| Lp. | Uczestnik            | Kraj   |
| 10. | Eugenia Lewkowec     | Polska |
| 11. | Leopold Münzer       | Polska |
| 12. | Wanda Piasecka       | Polska |
| 13. | Edward Prażmowski    | Polska |
| 14. | Stanisław Szpinalski | Polska |
| 15. | Henryk Sztompka      | Polska |
| 16. | Maria Wiłkomirska    | Polska |
| 17. | Celina Wohlmann      | Polska |
| 18. | Bolesław Woytowicz   | Polska |

| Lp. | Uczestnik                | Kraj                 |
| 19. | Janina Wysocka-Ochlewska | Polska               |
| 20. | Robert Goldsand          | Republika Austriacka |
| 21. | Gertruda Swoboda         | Szwajcaria           |
| 22. | Mignon Marschalkó        |                      |
| 23. | Jurij Briuszkow          |                      |
| 24. | Grigorij Ginzburg        |                      |
| 25. | Lew Oborin               |                      |
| 26. | Dmitrij Szostakowicz     |                      |

| Lp. | Uczestnik            | Kraj     |
| 1.  | Guillaume Mombaerts  | Belgia   |
| 2.  | Théo van der Pas     | Holandia |
| 3.  | Lauma Reinholde      | Łotwa    |
| 4.  | Maria Barówna        | Polska   |
| 5.  | Ludmiła Berkwitz     | Polska   |
| 6.  | Stanisław Chętkowski | Polska   |
| 7.  | Róża Etkin           | Polska   |
| 8.  | Jakub Gimpel         | Polska   |
| 9.  | Maryla Jonasówna     | Polska   |

| Lp. | Uczestnik            | Kraj   |
| 10. | Eugenia Lewkowec     | Polska |
| 11. | Leopold Münzer       | Polska |
| 12. | Wanda Piasecka       | Polska |
| 13. | Edward Prażmowski    | Polska |
| 14. | Stanisław Szpinalski | Polska |
| 15. | Henryk Sztompka      | Polska |
| 16. | Maria Wiłkomirska    | Polska |
| 17. | Celina Wohlmann      | Polska |
| 18. | Bolesław Woytowicz   | Polska |

| Lp. | Uczestnik                | Kraj                 |
| 19. | Janina Wysocka-Ochlewska | Polska               |
| 20. | Robert Goldsand          | Republika Austriacka |
| 21. | Gertruda Swoboda         | Szwajcaria           |
| 22. | Mignon Marschalkó        |                      |
| 23. | Jurij Briuszkow          |                      |
| 24. | Grigorij Ginzburg        |                      |
| 25. | Lew Oborin               |                      |
| 26. | Dmitrij Szostakowicz     |                      |

### Finał
Po zakończeniu przesłuchań eliminacyjnych 28 stycznia jury przystąpiło do wyłonienia finalistów. Po półtoragodzinnych obradach o godzinie 15:45 przewodniczący jury Witold Maliszewski ogłosił listę 8 pianistów (po czterech z Polski i ZSRR) dopuszczonych do przesłuchań finałowych. Tego samego dnia przesłuchania finałowe z Orkiestrą Symfoniczną Filharmonii Warszawskiej pod batutą Emila Młynarskiego rozpoczął Polak Leopold Münzer, wykonując dwie części I Koncertu fortepianowego e-moll op. 11, Fryderyka Chopina. W finale należało wykonać (I i II lub II i III) część z wybranego koncertu fortepianowego. Rosjanin Jurij Briuszkow, który zakwalifikował się do finału, na skutek odniesionej kontuzji ręki zrezygnował z występu, a zastąpił go Polak Edward Prażmowski, który zakończył przesłuchania finałowe.
| Lp. | Finalista            | Kraj   | Koncert finałowy |
| 1.  | Róża Etkin           | Polska | f-moll op. 21    |
| 2.  | Leopold Münzer       | Polska | e-moll op. 11    |
| 3.  | Edward Prażmowski    | Polska | e-moll op. 11    |
| 4.  | Stanisław Szpinalski | Polska | f-moll op. 21    |
| 5.  | Henryk Sztompka      | Polska | f-moll op. 21    |
| 6.  | Grigorij Ginzburg    | ZSRR   | e-moll op. 11    |
| 7.  | Lew Oborin           | ZSRR   | f-moll op. 21    |
| 8.  | Dmitrij Szostakowicz | ZSRR   | e-moll op. 11    |

| Lp. | Finalista            | Kraj   | Koncert finałowy |
| 1.  | Róża Etkin           | Polska | f-moll op. 21    |
| 2.  | Leopold Münzer       | Polska | e-moll op. 11    |
| 3.  | Edward Prażmowski    | Polska | e-moll op. 11    |
| 4.  | Stanisław Szpinalski | Polska | f-moll op. 21    |
| 5.  | Henryk Sztompka      | Polska | f-moll op. 21    |
| 6.  | Grigorij Ginzburg    | ZSRR   | e-moll op. 11    |
| 7.  | Lew Oborin           | ZSRR   | f-moll op. 21    |
| 8.  | Dmitrij Szostakowicz | ZSRR   | e-moll op. 11    |

### Ceremonia zamknięcia
30 stycznia o godz. 12 rozpoczęła się ceremonia zamknięcia I Konkursu Chopinowskiego. Po ogłoszeniu wyników, wręczeniu nagród i okolicznościowych dyplomów, głos zabrał przewodniczący jury Witold Maliszewski, motywując podjęte rozstrzygnięcia. Następnie wystąpili z koncertem laureatów: Róża Etkin, grając Koncert f-moll op. 21, Lew Oborin (Fantazja f-moll op. 49, Nokturn c-moll, dwa preludia i Polonez fis-moll op. 44) oraz Stanisław Szpinalski (Koncert f-moll op. 21).

## Nagrody i wyróżnienia
Po zakończeniu występu ostatniego finalisty jury przystąpiło do końcowych obrad (29 stycznia) podając około 22:30 ostateczne rezultaty konkursu. Wszyscy laureaci otrzymali stosownie do zajętego miejsca odpowiednią nagrodę finansową, wyróżnieni okolicznościowy dyplom honorowy, a pozostali dyplomy uczestnictwa. 
| Nagrody główne               |                      |          |                  |                                                          |
| Nagroda                      | Laureat              | Kraj     | Wysokość nagrody | Fundator nagrody                                         |
| 1                            | Lew Oborin           | ZSRR     | 5000 zł          | Prezydent RP                                             |
| 2                            | Stanisław Szpinalski | Polska   | 3000 zł          | Ministerstwo Wyznań Religijnych i Oświecenia Publicznego |
| 3                            | Róża Etkin           | Polska   | 2000 zł          | Prezydent miasta stołecznego Warszawy                    |
| 4                            | Grigorij Ginzburg    | ZSRR     | 1000 zł          | Wyższa Szkoła Muzyczna im. Fryderyka Chopina w Warszawie |
| Wyróżnienia                  |                      |          |                  |                                                          |
| Wyróżniony                   | Wyróżniony           | Kraj     | Wyróżnienie      | Wyróżnienie                                              |
| Jurij Briuszkow              | Jurij Briuszkow      | ZSRR     | Dyplom honorowy  | Dyplom honorowy                                          |
| Jakub Gimpel                 | Jakub Gimpel         | Polska   | Dyplom honorowy  | Dyplom honorowy                                          |
| Guillaume Mombaerts          | Guillaume Mombaerts  | Belgia   | Dyplom honorowy  | Dyplom honorowy                                          |
| Leopold Münzer               | Leopold Münzer       | Polska   | Dyplom honorowy  | Dyplom honorowy                                          |
| Théo van der Pas             | Théo van der Pas     | Holandia | Dyplom honorowy  | Dyplom honorowy                                          |
| Edward Prażmowski            | Edward Prażmowski    | Polska   | Dyplom honorowy  | Dyplom honorowy                                          |
| Dmitrij Szostakowicz         | Dmitrij Szostakowicz | ZSRR     | Dyplom honorowy  | Dyplom honorowy                                          |
| Bolesław Woytowicz           | Bolesław Woytowicz   | Polska   | Dyplom honorowy  | Dyplom honorowy                                          |
| Nagroda Specjalna            |                      |          |                  |                                                          |
| Nagroda                      | Nagrodzony           | Kraj     | Fundator nagrody | Fundator nagrody                                         |
| Najlepsze wykonanie mazurków | Henryk Sztompka      | Polska   | Polskie Radio    | Polskie Radio                                            |